# Sekundærrute 201
De Sekundærrute 201 is een secundaire weg in Denemarken. De weg loopt van Kongens Lyngby via Birkerød naar Hillerød. De Sekundærrute 201 loopt over het eiland Seeland en is ongeveer 24 kilometer lang.

## Lyngbymotorvejen
Een deel van de Sekundærrute 201 is uitgevoerd als autosnelweg. Deze Lyngbymotorvejen vormt de rondweg van Kongens Lyngby.